# 宇宙怪人
『宇宙怪人』（うちゅうかいじん）は、月刊娯楽雑誌「少年」（光文社）に1953年に連載された江戸川乱歩作の少年向け推理小説シリーズの第9話目である。

## 概要
UFOが登場するなど、SF小説色が強い作品になっている。
怪人四十面相（元・二十面相）が伝書鳩を利用した円形のボール紙を空飛ぶ円盤に錯覚させたり、偽証者を買収して存在しない宇宙怪人をでっちあげ、世界中の仲間と共謀してデマを世界中で同時にバラまいて、世界中を混乱に陥れる。
話の終盤では四十面相が、各国政府が繰り返している戦争は自分の怪盗業よりも何千倍も悪であると指摘し、世界中の人類の団結と平和を訴える演説を行う場面がある。これについて明智小五郎は四十面相に対して反論を行っている。
この作品から、四十面相が用いる背嚢型小型ヘリコプター（本作作中では「キカイ」や「プロペラ」「人体航空機」などと呼ばれている）が登場した。プロペラのついた箱のような外見の装置で、革帯で背負って使用する。長時間の飛行はできず、航続距離は200〜300メートルほど。作中時間の約1年前にあるフランス人が発明したもので、四十面相はこれをフランスの犯罪者に複製させ、宇宙怪人の飛行トリックに用いていた。
この他には、発明家の虎井博士が建造した怪魚型の潜航艇が登場している。

## あらすじ
空飛ぶ円盤がアメリカを初めとして世界中の空に現れ、日本の空にも現れるようになった。
明智小五郎と小林少年らが少年探偵団がこれらの謎の解明に乗り出すことになった。